# Kaisei Ishii
Kaisei Ishii (石井 快征 Ishii Kaisei?, Fukuoka, 2 de abril de 2000) es un futbolista japonés que juega como delantero.

## Trayectoria
En 2018 se unió al Sagan Tosu de la J1 League.

## Clubes
| Club                 | País  | Año       |
| -------------------- | ----- | --------- |
| Sagan Tosu           | Japón | 2018-2022 |
| Ehime FC (cedido)    | Japón | 2021      |
| Yokohama FC (cedido) | Japón | 2022      |
| Yokohama FC          | Japón | 2023      |
| F. C. Ryukyu         | Japón | 2024-     |